# Schaakclub Groningen
Schaakclub Groningen was een schaakvereniging in Groningen.

## Geschiedenis
Schaakclub Groningen is in juni 1960 opgericht uit een fusie tussen de Groninger schaakverenigingen Lasker en N.O.S. (Noord Oosten Schaakt). Vanaf de jaren zeventig van de twintigste eeuw komt het eerste team met enige regelmaat uit in de hoogste klasse van de landelijke competitie: de hoofdklasse, later omgedoopt tot Meesterklasse. In 1998, 2005 en 2006 wist Groningen de play-offs om het landskampioenschap te bereiken. In het seizoen 2006/07 werd Groningen voor het eerst landskampioen van Nederland. Vanaf seizoen 2012-2013 spelen de teams van Schaakclub Groningen en Schaakvereniging Unitas samen in de competitie onder de naam Groninger Combinatie.

## Erelijst
- Landskampioen van Nederland: 2007
- Bekerwinnaar: 1989